# Маліївка (Синельниківський район)
Малі́ївка — село в Україні, у Синельниківському районі Дніпропетровської області. Входить до складу Великомихайлівської сільської громади. Населення становить 163 осіб.

## Географія
Село Маліївка знаходиться в південній частині району, прилягаючи до межі з Донецькою областю, за 1,5 км від правого берега річки Ворона, на відстані 3 км від села Январське. По селу протікає пересихаючий струмок з загатою.

## Історія
1783 — дата заснування.
Село виникло з хутора на землі, яка належала сім'ї землевласників Малієвих, що мали угіддя і в сусідньому Межівському районі. Назви заснованих ними населених пунктів також походять від їхнього прізвища, як і це село, засноване в кінці ХІХ століття.
До 2016 року було у складі  Великомихайлівської сільської ради.
12 червня 2020 року, відповідно до розпорядження Кабінету Міністрів України № 709-р від «Про визначення адміністративних центрів та затвердження територій територіальних громад Дніпропетровської області», увійшло до складу Великомихайлівської сільської громади.
19 липня 2020 року, в результаті адміністративно-територіальної реформи та ліквідації Покровського району, село увійшло до складу новоутвореного Синельниківського району.

## Населення

### Мова
Розподіл населення за рідною мовою за даними перепису 2001 року:
| Мова       | Кількість | Відсоток |
| ---------- | --------- | -------- |
| українська | 158       | 96.93%   |
| російська  | 4         | 2.46%    |
| румунська  | 1         | 0.61%    |
| Усього     | 163       | 100%     |